# غوين غاردنر
غوين غاردنر (بالإنجليزية: Gwen Gardner)‏ هي عداءة سريعة أمريكية، ولدت في 7 سبتمبر 1960 في لوس أنجلوس في الولايات المتحدة.

## وصلات خارجية
- غوين غاردنر على موقع الاتحاد الدولي لألعاب القوى (الإنجليزية)